# Нагорное (Яворовский район)
Нагорное (укр. Нагірне) — село в Мостисской городской общине Яворовского района Львовской области Украины.
Население по переписи 2001 года составляло 291 человек. Занимает площадь 0,592 км². Почтовый индекс — 81360. Телефонный код — 3234.

## История
В 1946 г. указом ПВС УССР село Пакость переименовано в Нагорное.